# Survivor
Survivor é um reality show competitivo popular nos Estados Unidos e que já foi produzido em inúmeros outros países. O formato do programa foi criado no Reino Unido em 1992 por Charlie Parsons, e sua primeira produção foi o programa sueco Expedition Robinson (Expedição Robinson) em 1997. Entretanto, é a versão norte-americana do programa que foi produzida e exibida em 2000 que ficou conhecida como a mãe dos realities shows devido ao seu pioneirismo na TV e pelos altos índices de audiência que conquistou nos Estados Unidos.
A série que atualmente conta com dezenas de temporadas, estreou em 31 de maio de 2000 na rede de televisão americana CBS. É apresentado, desde seus primórdios, pelo repórter e apresentador Jeff Probst que, também, é um dos produtores executivos da série. Entre outros produtores executivos o programa conta ainda com Mark Burnett, responsável por outros sucessos televisivos como “O Aprendiz” e Charlie Parsons, idealizador do formato.
No programa, participantes são isolados em um local remoto onde devem prover para si mesmos comida, água, fogo e um abrigo enquanto competem por recompensas ou imunidade evitando, desta forma, que sejam eliminados da competição. O principal modo de eliminação é por meio de uma votação, onde os participantes de um grupo (tribo, como é chamado no programa) votam para que um participante seja retirado da competição. Todavia, vários participantes já foram retirados do programa devidos a lesões ou doenças potencialmente graves que ameaçavam a integridade física dos competidores. Os últimos dois ou três participantes enfrentam um júri formado pelos últimos sete, oito ou nove participantes eliminados, que têm a missão de decidir quem será o vencedor do programa, o merecedor do título de Último Sobrevivente e do prêmio de um milhão de dólares.
O programa foi muito bem sucedido na década de 2000. As primeiras onze temporadas do programa (de 2000 a 2006) sempre constaram nas listas dos 10 programas de televisão mais assistidos nos Estados Unidos. A série concorreu várias vezes ao Emmy ganhando o prêmio em 2001 na categoria Melhor Mixagem de Som e em 2002 na categoria Melhor Programa de Classe Especial. Entre as nomeações, o programa foi nomeado quatro vezes consecutivas ao prêmio de Melhor Programa de Realidade/Competição quando a categoria foi criada em 2003. Jeff Probst ganhou o prêmio de Melhor Apresentador de Programa de Realidade/Competição quatro vezes consecutivas desde que a categoria foi criada em 2008.
Durante os dez primeiros anos, Survivor foi transmitido nas noites de quinta-feira na rede CBS; a estreia da vigésima-primeira temporada marcou uma mudança de dia na grade de programação da rede televisiva, com o programa passando a ser transmitido nas noites de quarta-feira.
Cada competição é chamada de temporada, dura de 13 a 15 episódios e tem um nome único. A primeira temporada de Survivor foi ao ar no verão americano de 2000, a partir da segunda temporada – Survivor: The Australian Outback, todos os anos foram transmitidas duas temporadas do programa, uma no primeiro semestre e outra no segundo. Atualmente, o programa foi renovado até o primeiro semestre de 2013 quando apresentará sua vigésima-sexta temporada, contando ainda com Jeff Probst como apresentador e produtor executivo.
Devido à notoriedade do programa, o Parque Paramount´s Great America em Santa Clara, na Califórnia, criou um montanha russa baseada na atração que chamada é chamada Survivor: The Ride!

## Premissas

### Tribos
O programa começa com um grupo de competidores que são abandonados em um local inóspito e isolado. O número de competidores iniciais varia a cada temporada podendo contar de 16 a 20 participantes a cada ciclo. Esses competidores são divididos em duas, três ou até quatro equipes chamadas tribos.
De acordo com o apresentador Jeff Probst, enquanto a produção é preferencialmente a favor de usar dezesseis participantes por temporada o que torna o trabalho de distribuí-los por sexo entre as tribos mais fácil e permite que os telespectadores os reconheçam com mais facilidade pelo menor número de participante, a produção comumente tem utilizado dezoito ou vinte jogadores por temporada para não prejudicar a dinâmica do programa caso algum jogador desista da competição ou seja evacuado devido alguma lesão.
Dependendo da temporada, as tribos costumam receber um pequeno número de ferramentas com que poderão contar para sobreviver: comumente, recebem uma machadinha, cantis, e uma especial fonte de água feita para o programa. Esta fonte guarda uma água que os jogadores deverão ferver para beber, forçando as tribos a fazer fogo por si só ou ganhar como recompensa as ferramentas para fazê-lo. As tribos devem construir abrigos para se protegerem da flora, fauna e intempéries locais. Em algumas edições as tribos começaram com alguns alimentos (como arroz, milho ou mandioca) dados pela produção, enquanto em outras nenhuma ajuda foi dada.
A divisão inicial das tribos foi feita de várias formas com o passar dos anos. As primeiras edições tendiam a trazer tribos divididas com uma distribuição igual de idade e sexo para cada uma. Algumas edições trouxeram tribos divididas por sexo, idade e até por etnicidade. As divisões geralmente são feitas pela produção, entretanto, em duas edições as tribos foram divididas pelos próprios participantes alternadamente (a pessoa escolhida deve escolher alguém do sexo oposto).
As tribos recebem nomes e cores específicas que são usadas nas suas bandeiras, bandanas, no trajeto das provas, nos textos na tela e em outros itens. Para cada jogador é dado uma bandana, feita de um material esticável com a logo da edição atual que pode servir para colocar nos braços, na cabeça, como um top ou uma minissaia. É pedido que os jogadores usem a bandana em um lugar visível para que o público identifique a que tribo pertencem. Quando há troca de tribos (devido à fusão ou reviravolta), os jogadores devem abandonar suas bandanas antigas e utilizar uma nova com outra cor.
Os produtores geralmente têm a certeza que todos os jogadores não desistirão do programa, e geralmente guardam jogadores reservas para casos de desistência, mas no caso de Survivor: Fiji, uma participante desistiu antes do começo do jogo. Os produtores não estavam preparados, então Fiji foi a única edição a contar com um número ímpar de participantes, o que consequentemente mudou a forma como os participantes iriam ser inicialmente divididos.

### Provas
Durante o jogo, os participantes competem em tribos ou individualmente em provas. As provas consistem em competições de resistência, solução de problemas, trabalho em equipe, destreza e força de vontade, e geralmente trazem um tema ligado à edição atual. Um estilo comum de prova é uma corrida com obstáculos para coletar peças de um quebra-cabeças. As provas incluem também as famosas provas de comida nojenta (com comidas  típicas locais), e testes de conhecimento sobre o local e sobre os jogadores em si. Muitas edições incluíram durante as provas individuais: uma prova com seu "querido", onde um parente ou amigo do participante compete ou é parte de uma recompensa; o leilão de Survivor, onde os competidores disputam itens de luxo e vantagens estratégicas; uma prova onde o vencedor ganha um carro; e uma prova que traz elementos de provas passadas, conhecida como "Segunda chance". Em algumas provas os sobreviventes tiveram que competir em suas próprias praias construindo um abrigo ou criando um sinal de alerta. Os resultados são então julgados por um especialista e a tribo é avisada com um pacote que a produção joga do avião ou manda de barco.
Os jogadores são notificados da hora e local das provas através de mensagens deixadas num local perto do acampamento, chamado "mensagem da árvore" pelos competidores, devido ao fato das mensagens terem sido entregues em uma cesta presa em uma árvore em Survivor: Borneo.
Estas mensagens quase sempre trazem uma rima ou charadas que dão dicas sobre a natureza da prova e às vezes trazem objetos que serão utilizados na mesma, permitindo as tribos e os jogadores a formar uma estratégia para ela. Em alguns casos, as tribos recebem um equipamento para treinar ou uma informação para memorizar que serão necessários na hora da prova.
Existem dois tipos de provas: A Prova de Recompensa e a Prova de Imunidade.
- Nas provas de recompensa, os sobreviventes competem por itens de luxo que não são essenciais para a sobrevivência mas facilitam a vida no acampamento. Exemplos: comida, pederneira, cobertores, travesseiros, machados, capas de chuva, e até mesmo pequenos passeios para fora do acampamento.
- Nas provas de imunidade, os participantes competem por imunidade (tribal ou individual), quando ganham significa que podem ficar até pelo menos na próxima Prova de Imunidade. Depois da prova, uma cerimônia de votação  chamada "Conselho tribal" é realizada onde um ou mais participantes deixam o jogo. Quando há ainda duas ou mais tribos no jogo, somente a tribo que ficar em último elimina alguém, quando as tribos se fundem, todos os competidores participam da prova individualmente.

### Fusão, misturas tribais e dissoluções
Nas temporadas que começaram com mais de duas tribos, variavelmente após um a quatro Conselhos Tribais, essas tribos são dissolvidas em apenas duas.
Em muitas temporadas houve Misturas Tribais em algum ponto antes da fusão. Nestas misturas, os competidores de cada tribo são trocados e comumente as tribos são realocadas com números iguais. No decorrer de toda a história do programa os mecanismos de mistura das tribos variaram de temporada para temporada como, por exemplo, escolha aleatória (os competidores tiram pedras numeradas onde os pares integraram uma tribo e os ímpares outra) ou escolha tipo escolar, onde dois capitães iniciam escolhendo alternadamente quem eles querem em suas tribos. Em duas temporadas distintas foi ofertada aos competidores a possibilidade de um “motim”, onde eles poderiam abandonar sua atual equipe e integrar-se à equipe adversária.
A dinâmica das mudanças tribais normalmente destrói estratégias e alianças que são construídas precocemente no jogo e enquanto para alguns custa a permanência no jogo, para outros os salva da eliminação precoce.
Quando restam de 8 a 12 competidores no jogo, as tribos separadas tornam-se apenas uma, a este processo denomina-se Fusão Tribal. A partir deste ponto do jogo, não existe mais Imunidade Tribal e os desafios passam a ser competidos individualmente. Em geral, após o anúncio da fusão, a nova tribo passa a viver em um único acampamento. A tribo fundida deve escolher um novo nome e desenhar a nova bandeira tribal com materiais providenciados pela produção do programa.
Em Survivor: Palau, tecnicamente não houve a fusão tribal, pois a tribo Koror venceu todos os desafios de imunidade tribal e dizimou a tribo adversária, Ulong. Com apenas um competidor da tribo Ulong, este foi absorvido pela tribo Koror sem subsequente mudança do nome da tribo.

## Versões americanas
Já foram realizadas 48 edições e em fevereiro de 2025 estreou a 48ª temporada gravada em Fiji. Desde sua primeira temporada, o programa já foi gravado em diferentes e diversas localidades ao redor do mundo, sempre favorecendo, regiões tropicais.
| Continente      | Localidade (Número da Temporada) |
| --------------- | --- |
| África          | Quênia (3), Gabão (17) |
| Ásia            | Borneo (1), China (15), Tailândia (5), Filipinas (25, 26, 27, 28), Camboja (31, 32)                                                                                           |
| Oceania         | Austrália (2), Ilhas Cook (13), Fiji (14, 33, 34, 35, 36, 37, 38, 39, 40, 41, 42, 43, 44, 45, 46, 47, 48), Marquesas (4), Palau (10, 16), Samoa (19, 20, 23, 24), Vanuatu (9) |
| América Central | Guatemala (11), Nicarágua (21, 22, 29, 30), Panamá (7, 8, 12) |
| América do Sul  | Brasil (6, 18) |

| #  | Título                                         | Localidade                                                   | Tribos Originais | Vencedor                | 2º/3º Colocado(s)                      | 2º/3º Colocado(s)                      | Votos  | Notas |
| -- | ---------------------------------------------- | ------------------------------------------------------------ | --- | ----------------------- | -------------------------------------- | -------------------------------------- | ------ | --- |

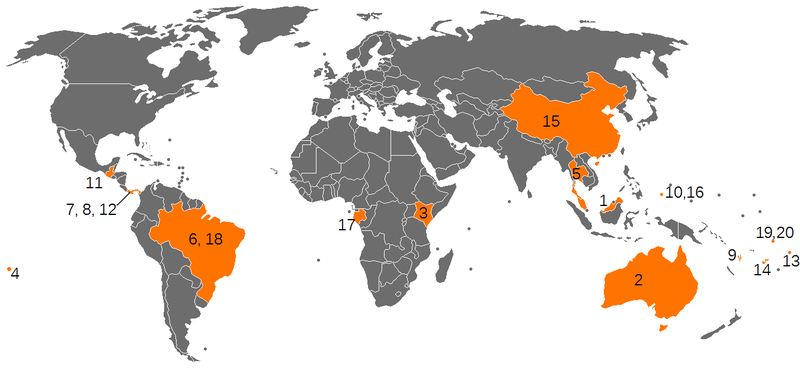
Localidades das diferentes temporadas da versão americana (até 2016).

| 1  | Survivor: Borneo                               | Pulau Tiga, Sabah, Malásia                                   | Duas tribos de oito | Richard Hatch           | Kelly Wiglesworth                      | Kelly Wiglesworth                      | 4–3    | - Única temporada a ter seu vencedor revelado na localidade onde foi gravada ao invés de um programa ao vivo nos EUA. |
| 2  | Survivor: The Australian Outback               | Rio Herbert em Goshen Station, Queensland, Austrália         | Duas tribos de oito | Tina Wesson             | Colby Donaldson                        | Colby Donaldson                        | 4–3    | - Primeira temporada na qual um competidor foi removido devido a uma lesão. - Única temporada que teve mais de 39 dias de competição, durando 42 dias. |
| 3  | Survivor: Africa                               | Reserva Nacional Shaba, Quênia                               | Duas tribos de oito | Ethan Zohn              | Kim Johnson                            | Kim Johnson                            | 5–2    | - Primeira temporada a apresentar uma mudança tribal. |
| 4  | Survivor: Marquesas                            | Nuku Hiva, Ilhas Marquesas, Polinésia Francesa               | Duas tribos de oito | Vecepia Towery          | Neleh Dennis                           | Neleh Dennis                           | 4–3    | - Apresentou o controverso método de desempate, chamado “Pedra Púrpura”. - Primeira temporada na qual os três últimos participantes eram do mesmo gênero, no caso, todas mulheres. |
| 5  | Survivor: Thailand                             | Ko Tarutao, Província de Satun, Tailândia                    | Duas tribos de oito escolhidas pelos dois competidores mais velhos                                                                                       | Brian Heidik            | Clay Jordan                            | Clay Jordan                            | 4–3    | - Primeira temporada a ter uma falsa fusão e a ofertar um Motim possibilitando que competidores mudassem de tribos. |
| 6  | Survivor: The Amazon                           | Rio Negro, Amazonas, Brasil                                  | Duas tribos de oito dividida por gênero | Jenna Morasca           | Matthew Von Ertfelda                   | Matthew Von Ertfelda                   | 6-1    | - Primeira vez que um vencedor do colar de imunidade individual o cedeu para outro competidor. - Primeira vez que os competidores foram divididos por gênero. |
| 7  | Survivor: Pearl Islands                        | Ilhas Pérola, Panamá                                         | Duas tribos de oito | Sandra Diaz-Twine       | Lillian Morris                         | Lillian Morris                         | 6–1    | - Apresentou a tribo dos Outcast (participantes que foram previamente eliminados mas tiveram a chance voltar à competição). - Primeira vez que duas temporadas foram gravadas na mesma localidade uma após a outra. |
| 8  | Survivor: All-Stars                            | Ilhas Pérola, Panamá                                         | Três tribos de seis retornantes | Amber Brkich            | "Boston" Rob Mariano                   | "Boston" Rob Mariano                   | 4–3    | - Primeira vez que uma tribo começou com três tribos competindo entre si. - Apresentou um segundo prêmio de um milhão de dólares que foi conquistador por Rupert Boneham ao ser votado pelo público como o competidor favorito do jogo. - Primeira vez que a competição apresentou retornantes. |
| 9  | Survivor: Vanuatu                              | Efate, Vanuatu                                               | Duas tribos de nove divididas por gênero | Chris Daugherty         | Twila Tanner                           | Twila Tanner                           | 5–2    | - Primeira temporada a contar com um competidor que tinha um membro amputado. |
| 10 | Survivor: Palau                                | Koror, Palau                                                 | Duas tribos de nove formadas por escolhas dos competidores, começando por Ian e Jolanda. Dois competidores foram eliminados sem fazer parte de uma tribo | Tom Westman             | Katie Gallagher                        | Katie Gallagher                        | 6–1    | - A tribo Koror venceu todos os desafios de imunidade e Stephenie LaGrossa, a última integrante da tribo perdedora, foi simplesmente absorvida para a tribo Koror. - Primeira temporada que usou o conceito da Ilha do Exílio. - Primeira temporada a começar o jogo sem que as tribos iniciais estivessem formadas e com dois jogadores, Wanda e Jonathan, sendo eliminados sem integrarem uma tribo. |
| 11 | Survivor: Guatemala – O Império Maia           | Laguna Yaxhá, Parque Nacional Yaxhá-Nakúm-Naranjo, Guatemala | Duas tribos de nove, incluindo dois jogadores retornantes na temporada passada                                                                           | Danni Boatwright        | Stephenie LaGrossa                     | Stephenie LaGrossa                     | 6–1    | - Temporada que introduziu o conceito do Ídolo de Imunidade Escondido. - Primeira vez que novos participantes competiram contra retornantes. |
| 12 | Survivor: Panamá – Ilha do Exílio              | Ilhas Pérola, Panamá                                         | Quatro tribo de quatro divididas por gênero e idade | Aras Baskauskas         | Danielle DiLorenzo                     | Danielle DiLorenzo                     | 5–2    | - A primeira temporada que começou com 4 tribos distintas. |
| 13 | Survivor: Cook Islands                         | Aitutaki, Ilhas Cook                                         | Quatro tribos de cinco divididas por etnia: afro-americanos, caucasianos, hispânicos e asiáticos                                                         | Yul Kwon                | Ozzy Lusth                             | Becky Lee                              | 5–4–0  | - Primeira vez que o Conselho Tribal Final foi formado por três participantes. - Primeira vez que competidores (Candice Woodcock e Jonathan Penner) aceitaram a proposta de Motim e mudaram de tribo. |
| 14 | Survivor: Fiji                                 | Macuata, Vanua Levu, Fiji                                    | Duas tribos de nove divididas por Sylvia, que se juntou à tribo Ravu após esta participar do primeiro Conselho Tribal da temporada                       | Earl Cole               | Cassandra Franklin e Dre "Dreamz" Herd | Cassandra Franklin e Dre "Dreamz" Herd | 9–0–0  | - Primeira temporada onde o Ídolo de Imunidade foi utilizado antes da leitura dos votos (modelo atual). Até então o participante com o Ídolo o mostrava (ou não) depois do resultado da votação. - Primeira vez que alguém venceu por unanimidade. - Única temporada a ter um número ímpar de participantes (19). |
| 15 | Survivor: China                                | Reservatório Zhelin, Jiujiang, China                         | Duas tribos de oito | Todd Herzog             | Courtney Yates                         | Amanda Kimmel                          | 4–2–1  | - Em substituição da Ilha do Exílio, introduziu a mudança envolvendo "raptar" competidores da tribo oposta. Estes competidores recebiam pistas para a localização do Ídolo de Imunidade escondido e, sem lê-las, deveria entregá-las para alguém da tribo adversária. - Um Ídolo foi escondido em cada um dos acampamentos. |
| 16 | Survivor: Micronésia - Fãs vs Favoritos        | Koror, Palau                                                 | Duas tribos de dez: fãs do programa contra populares competidores de temporadas passadas                                                                 | Parvati Shallow         | Amanda Kimmel                          | Amanda Kimmel                          | 5–3    | - Dois competidores, um de cada tribo, eram enviados para a Ilha do Exílio. - Primeira temporada na qual os quatro últimos participantes eram do mesmo gênero, no caso, todas mulheres. |
| 17 | Survivor: Gabão – Último Éden da Terra         | Reserva Presidencial Wonga-Wongue, Gabão                     | Duas tribos de nove formadas por escolhas dos competidores, começando por Bob e Gillian, os jogadores mais velhos                                        | Robert "Bob" Crowley    | Susie Smith                            | Jessica "Sugar" Kiper                  | 4–3–0  | - Primeira vez que o programa foi gravado e transmitido usando tecnologia HD (high definition) |
| 18 | Survivor: Tocantins – Os Planaltos Brasileiros | Jalapão, Tocantins, Brasil                                   | Duas tribos de oito | James "J.T." Thomas Jr. | Stephen Fishbach                       | Stephen Fishbach                       | 7–0    | - Dois competidores, um de cada tribo, eram enviados para a Ilha do Exílio onde apenas um recebia uma pista para o Ídolo de Imunidade escondido |
| 19 | Survivor: Samoa                                | Upolu, Samoa                                                 | Duas tribos de dez | Natalie White           | Russell Hantz                          | Mick Trimming                          | 7–2–0  | - A Ilha do Exílio não foi utilizada, ao invés, a tribo vencedora do Desafio de Recompensa enviava um de seus membros para acompanhar a tribo perdedora de volta ao seu acampamento e observá-los até o próximo desafio por imunidade. O enviado recebia uma pista para o Ídolo de Imunidade escondido. - Um Ídolo foi escondido em cada um dos acampamentos. - Segunda vez que duas temporadas foram gravadas uma após a outra na mesma localidade e iniciou a tendência que foi seguida nas temporadas subsequentes na qual duas temporadas eram gravadas no mesmo local sequencialmente (19 e 20; 21 e 22; 23 e 24; 25 e 26). |
| 20 | Survivor: Heroes vs. Villains                  | Upolu, Samoa                                                 | Duas tribos de dez retornantes divididos entre aqueles que foram considerados "heróis" e "vilões" em suas temporadas anteriores                          | Sandra Diaz-Twine       | Parvati Shallow                        | Russell Hantz                          | 6–3–0  | - Apresentou o primeiro participante, Sandra Diaz-Twine, a vencer o programa duas vezes. |
| 21 | Survivor: Nicaragua                            | San Juan del Sur, Rivas, Nicarágua                           | Duas tribos de dez divididas por idade | Jud "Fabio" Birza       | Chase Rice                             | Matthew "Sash" Lenahan                 | 5–4–0  | - Introduziu o Medalhão do Poder que era utilizado para conquistar determinada vantagem em Desafios de Imunidade. Uma vez usado, o item era transferido para a tribo adversária. |
| 22 | Survivor: Redemption Island                    | San Juan del Sur, Rivas, Nicarágua                           | Duas tribos de nove, incluindo dois retornantes | "Boston" Rob Mariano    | Phillip Sheppard                       | Natalie Tenerelli                      | 8–1–0  | - Introduziu a Ilha da Redenção. |
| 23 | Survivor: South Pacific                        | Upolu, Samoa                                                 | Duas tribos de nove, incluindo dois retornantes | Sophie Clarke           | Benjamin "Coach" Wade                  | Albert Destrade                        | 6–3–0  | - Primeira temporada a ter um participante que entrou no jogo duas vezes após a primeira eliminação. - Primeira temporada a ter um participante que foi votado para eliminação em três ocasiões distintas. |
| 24 | Survivor: One World                            | Upolu, Samoa                                                 | Duas tribos de nove divididas por gênero | Kim Spradlin            | Sabrina Thompson                       | Chelsea Meissner                       | 7–2–0  | - Introduziu o conceito de duas tribos adversárias vivendo na mesma praia desde o início da disputa. - Primeira temporada que apresentou um competidor anão. - Primeira temporada em que uma tribo voluntariou-se para ir ao Conselho Tribal e eliminar um de seus membros, mesmo tendo vencido o Desafio de Imunidade e sem ganhar qualquer recompensa em troca. - Primeira temporada na qual os cinco últimos participantes eram do mesmo gênero, no caso, todas mulheres. |
| 25 | Survivor: Philippines                          | Caramoan, Camarines Sur, Filipinas                           | Três tribos de seis, incluindo três retornantes | Denise Stapley          | Lisa Whelchel e Michael Skupin         | Lisa Whelchel e Michael Skupin         | 6–1–1  | - Cada tribo foi "liderada" por um retornante que, em sua última participação no jogo, foi removido da disputa devido a alguma lesão ou doença. - Primeira vez que um participante que participou e sobreviveu a todos os Conselhos Tribais da temporada. |
| 26 | Survivor: Caramoan - Fãs vs Favoritos          | Caramoan, Camarines Sur, Filipinas                           | Duas tribos de dez: fãs do programa contra populares competidores de temporadas passadas                                                                 | John Cochran            | Dawn Meehan e Sherri Biethman          | Dawn Meehan e Sherri Biethman          | 8–0–0  | - Primeira Temporada onde dois ídolos foram usados em um mesmo Conselho tribal. |
| 27 | Survivor: Blood vs. Water                      | Ilhas Palaui, Cagayan, Filipinas                             | Duas tribos de dez: retornantes competindo contra seus familiares                                                                                        | Tyson Apostol           | Monica Culpepper                       | Gervase Peterson                       | 7–1–0  | - Na volta da ilha da redenção, foi ofertado aos competidores que ainda permaneciam no jogo, a oportunidade de trocar de lugar com seus parentes caso este fosse votado e enviado para a Ilha.. |
| 28 | Survivor: Cagayan                              | Ilhas Palaui, Cagayan, Filipinas                             | Três tribos de novos competidores divididos pelos principais aspectos do jogo: Músculos, Cérebro e beleza                                                | Tony Vlachos            | Woo Hwang                              | None                                   | 8-1    | - O episódio final e reunião ao vivo não foram apresentadas em um domingo, ao invés disso, foram ao ar na quarta-feira - A temporada marcou o retorno do ídolo de imunidade que poderia ser usado no Conselho Tribal após a revelação dos votos |
| 29 | Survivor: San Juan del Sur                     | San Juan del Sur, Rivas, Nicaragua                           | Nove pares de jogadores novatos, cada par com uma relação preexistente, dividido em duas tribos de nove                                                  | Natalie Anderson        | Jaclyn Schultz                         | Missy Payne                            | 5–2–1  | |
| 30 | Survivor: Worlds Apart                         | San Juan del Sur, Rivas, Nicaragua                           | Três tribos de seis divididos por classes sociais: "white collar" vs. "blue collar" vs. "no collar"                                                      | Mike Holloway           | Carolyn Rivera & Will Sims II          | Carolyn Rivera & Will Sims II          | 6–1–1  | |
| 31 | Survivor: Cambodia                             | Kaôh Rōng, Cambodia                                          | Duas tribos com dez jogadores retornantes, escolhidos por voto público                                                                                   | Jeremy Collins          | Spencer Bledsoe & Tasha Fox            | Spencer Bledsoe & Tasha Fox            | 10–0–0 | |
| 32 | Survivor: Kaôh Rōng                            | Kaôh Rōng, Cambodia                                          | Três tribos de seis divididos por atributos: "brains" vs. "brawn" vs. "beauty" ("cérebro" x "músculos" x "beleza")                                       | Michele Fitzgerald      | Aubry Bracco                           | Tai Trang                              | 5–2–0  | |
| 33 | Survivor: Millennials vs. Gen X                | Ilhas Mamanuca, Fiji                                         | Duas tribos de dez divididos por sua geração: millennials vs. Generation X                                                                               | Adam Klein              | Hannah Shapiro & Ken McNickle          | Hannah Shapiro & Ken McNickle          | 10–0–0 | |
| 34 | Survivor: Game Changers                        | Ilhas Mamanuca, Fiji                                         | Duas tribos com dez retornantes | Sarah Lacina            | Brad Culpepper                         | Troyzan Robertson                      | 7-3-0  | |
| 35 | Survivor: Heroes x Healers x Hustlers          | Ilhas Mamanuca, Fiji                                         | Três tribos de seis divididos por atributos: "heroes" vs. "healers" vs. " hustlers ("heróis" x "curandeiros" x "tenazes")                                | Ben Driebergem          | Chrissy Hofbeck                        | Ryan Ulrich                            | 6-2-1  | |
| 36 | Survivor: Ghost Island                         | Ilhas Mamanuca, Fiji                                         | Vinte novatos divididos em duas tribos de dez, que passam por erros cometidos por antigos participantes.                                                 | Wendell Holland         | Domenick Abbate                        | Laurel Johnson                         | 6-5-0  | |
| 37 | Survivor: David vs. Goliath                    | Ilhas Mamanuca, Fiji                                         | Vinte novatos divididos em duas tribos "David" x "Goliath" (subestimados x favoritos)                                                                    | Nick Wilson             | Mike Withe                             | Angelina Keeley                        | 7-3-0  | |
| 38 | Survivor: Edge of Extinction                   | Ilhas Mamanuca, Fiji                                         | Quatorze novatos e 4 retornantes que decidem, após sua eliminação, se irão para casa ou se permanecem à beira da extinção.                               | Chris Underwook         | Gavin Whitson                          | Julie Rosemberg                        | 9-4-0  | |
| 39 | Survivor: Island of the idols                  | Ilhas Mamanuca, Fiji                                         | Vinte novatos e a participação de 2 ex-jogadores como coaches/mentores do grupo                                                                          | Tommy Sheeham           | Dean Kowslski                          | Noura Salman                           | 8-2-0  | |
| 40 | Survivor: Winners at War                       | Ilhas Mamanuca, Fiji                                         | Vinte ex-campeões de temporadas passadas retornando para uma batalha épica                                                                               | Tony Vlachos            | Natalie Anderson                       | Michelle Fitzgerald                    | 12-4-0 | |

## Versões lusófonas
No Brasil já existem quatro edições nacionais do programa, chamadas No Limite, produzida pela TV Globo.
Em Portugal teve uma edição transmitida pela TVI em 2001.